# Eleição municipal de Bauru em 2024
A eleição municipal de Bauru em 2024 foi o 19.º pleito eleitoral realizado na história do município. Ocorreu oficialmente em 6 de outubro e foi decidida em 1.º turno, dado que uma das candidaturas ao Poder Executivo municipal alcançou a maioria absoluta dos votos válidos. Bauru possui mais de 200 000 eleitores registrados e aptos ao voto e, dessa forma, atende ao critério eleitoral definido pelo inciso II do artigo n.º 29 da Constituição Federal para a realização de um 2.º turno caso nenhum dos candidatos a prefeito alcance maioria absoluta dos votos.
Segundo dados do Tribunal Superior Eleitoral, 282 186 eleitores compunham o eleitorado bauruense apto a eleger 1 prefeito, 1 vice–prefeito e 21 vereadores para a Câmara Municipal em 2024.

## Calendário eleitoral
| Início        | Fim           | Atividades | Status    |
| ------------- | ------------- | --- | --------- |
| 7 de março    | 5 de abril    | Janela partidária para vereadores trocarem de partido visando concorrer às eleições sem perder o mandato. | Realizado |
| 6 de abril    | 6 de abril    | Data-limite para todas as legendas e federações partidárias obterem o registro dos estatutos no TSE e para todos os candidatos terem domicílio eleitoral na circunscrição em que desejam disputar as eleições com a filiação deferida pelo partido. | Realizado |
| 15 de maio    | 15 de maio    | Início da campanha de arrecadação prévia de recursos na modalidade de financiamento coletivo para pré-candidatos, sem realização de pedidos de voto e obedecendo a regras relativas à propaganda eleitoral na Internet.                             | Realizado |
| 20 de julho   | 5 de agosto   | Realização de convenções partidárias para deliberar sobre coligações e escolher candidatos às prefeituras e aos cargos de vereador. Os partidos têm até 15 de agosto para registrar os nomes na Justiça Eleitoral.                                  | Realizado |
| 16 de agosto  | 16 de agosto  | Início das campanhas eleitorais de forma igualitária, podendo qualquer publicidade ou manifestação com pedido explícito de voto antes da data ser considerada irregular e multada.                                                                  | Realizado |
| 30 de agosto  | 3 de outubro  | Veiculação da propaganda eleitoral gratuita no rádio e na televisão. | Realizado |
| 6 de outubro  | 6 de outubro  | Realização do primeiro turno das eleições municipais. | Realizado |
| 11 de outubro | 25 de outubro | Veiculação da propaganda eleitoral gratuita no rádio e na televisão para o segundo turno. | Realizado |
| 27 de outubro | 27 de outubro | Realização de um eventual segundo turno nas cidades com mais de 200 mil eleitores em que o candidato a prefeito mais votado não tenha atingido a metade mais um dos votos válidos.                                                                  | Realizado |

## Candidaturas oficiais
O candidato Antônio Izzo Filho (AGIR), ex-prefeito de Bauru por 2 mandatos não-consecutivos entre 1989 e 1992 e depois de 1997 a 2000, teve seu registro de candidatura negado pela Justiça Eleitoral por condenações sofridas anteriormente por improbidade administrativa, dentre outros crimes contra a administração pública, que tornaram-no inelegível até 2031. Entretanto, seu comitê de candidatura recorreu e obteve liminar do Tribunal Regional Eleitoral de São Paulo (TRE–SP) para continuar na disputa eleitoral sub judice até que o recurso apresentado contra a decisão da Justiça Eleitoral fosse julgado pelo TSE.
| Candidaturas deferidas pelo TSE para a disputa eleitoral | Candidaturas deferidas pelo TSE para a disputa eleitoral | Candidaturas deferidas pelo TSE para a disputa eleitoral | Candidaturas deferidas pelo TSE para a disputa eleitoral | Candidaturas deferidas pelo TSE para a disputa eleitoral | Candidaturas deferidas pelo TSE para a disputa eleitoral | Candidaturas deferidas pelo TSE para a disputa eleitoral                                                          | Candidaturas deferidas pelo TSE para a disputa eleitoral |
| N.º                                                      | N.º                                                      | Candidato(a) a prefeito(a)                               | Candidato(a) a prefeito(a)                               | Candidato(a) a vice-prefeito(a)                          | Candidato(a) a vice-prefeito(a)                          | Coligação | Situação                                                 |
| -------------------------------------------------------- | -------------------------------------------------------- | -------------------------------------------------------- | -------------------------------------------------------- | -------------------------------------------------------- | -------------------------------------------------------- | --- | -------------------------------------------------------- |
|                                                          | 12                                                       |                                                          | Professor Xaides (PDT)                                   |                                                          | Professora Ana Daibém (PDT)                              | partido isolado                                                                                                   | Não eleito                                               |
|                                                          | 20                                                       |                                                          | Doutor Raul (Podemos)                                    |                                                          | Graziela Galvão (PL)                                     | Um Novo Olhar por Bauru Podemos / PL                                                                              | Não eleito                                               |
|                                                          | 29                                                       |                                                          | Paulo Lago (PCO)                                         |                                                          | Rosana (PCO)                                             | partido isolado                                                                                                   | Não eleito                                               |
|                                                          | 36                                                       |                                                          | Antônio Izzo Filho (AGIR)                                |                                                          | Nilton Morais (AGIR)                                     | partido isolado                                                                                                   | Não eleito                                               |
|                                                          | 43                                                       |                                                          | Clodoaldo Gazzetta (PV)                                  |                                                          | Gislaine da Silva (PSB)                                  | Bauru da Esperança PV / PT / PCdoB / PSB                                                                          | Não eleito                                               |
|                                                          | 44                                                       |                                                          | Chiara Ranieri (UNIÃO)                                   |                                                          | Coronel Meira (NOVO)                                     | União por Bauru UNIÃO / NOVO / PSDB / Cidadania                                                                   | Não eleito                                               |
|                                                          | 50                                                       |                                                          | Professor Marcos Chagas (PSOL)                           |                                                          | Hilton Capoeira (PSOL)                                   | Federação PSOL–REDE PSOL / REDE                                                                                   | Não eleito                                               |
|                                                          | 55                                                       |                                                          | Suéllen Rosim (PSD)                                      |                                                          | Orlando Dias (Progressistas)                             | É Mais Trabalho com Amor por Bauru PSD / Progressistas / Republicanos / MDB / PRD / PRTB / Avante / Solidariedade | Eleito                                                   |

## Pesquisas eleitorais

### 1.º turno

#### Intenções de voto
| Data de realização  | Data de divulgação     | Instituto de pesquisa | Número de registro no TSE | Eleitores entrevistados | Margem de erro | Candidatos          | Candidatos             | Candidatos            | Candidatos              | Candidatos                     | Candidatos                | Candidatos             | Candidatos       | Brancos e Nulos | Não sabe/Não respondeu |
| Data de realização  | Data de divulgação     | Instituto de pesquisa | Número de registro no TSE | Eleitores entrevistados | Margem de erro | Suéllen Rosim (PSD) | Chiara Rinaldi (UNIÃO) | Doutor Raul (Podemos) | Clodoaldo Gazzetta (PV) | Professor Marcos Chagas (PSOL) | Antônio Izzo Filho (AGIR) | Professor Xaides (PDT) | Paulo Lago (PCO) | Brancos e Nulos | Não sabe/Não respondeu |
| ------------------- | ---------------------- | --------------------- | ------------------------- | ----------------------- | -------------- | ------------------- | ---------------------- | --------------------- | ----------------------- | ------------------------------ | ------------------------- | ---------------------- | ---------------- | --------------- | ---------------------- |
| 13 a 14 de setembro | 16 de setembro de 2024 | Real Time Big Data    | SP–04243/2024             | 800                     | ±5%            | 46%                 | 7%                     | 15%                   | 1%                      | 1%                             | 8%                        | 1%                     | Não pontuou      | 12%             | 9%                     |
| 20 a 24 de setembro | 26 de setembro de 2024 | Instituto Veritá      | SP–00997/2024             | 810                     | ±3%            | 40,7%               | 19,1%                  | 15,7%                 | 6,5%                    | 3,6%                           | 4,8%                      | 1,5%                   | 0,6%             | 5%              | 2,5%                   |

#### Índices de rejeição
| Data de realização  | Data de divulgação     | Instituto de pesquisa | Número de registro no TSE | Eleitores entrevistados | Margem de erro | Candidatos          | Candidatos                | Candidatos              | Candidatos             | Candidatos            | Candidatos                     | Candidatos       | Candidatos             | Não sabe/Não respondeu |
| Data de realização  | Data de divulgação     | Instituto de pesquisa | Número de registro no TSE | Eleitores entrevistados | Margem de erro | Suéllen Rosim (PSD) | Antônio Izzo Filho (AGIR) | Clodoaldo Gazzetta (PV) | Chiara Rinaldi (UNIÃO) | Doutor Raul (Podemos) | Professor Marcos Chagas (PSOL) | Paulo Lago (PCO) | Professor Xaides (PDT) | Não sabe/Não respondeu |
| ------------------- | ---------------------- | --------------------- | ------------------------- | ----------------------- | -------------- | ------------------- | ------------------------- | ----------------------- | ---------------------- | --------------------- | ------------------------------ | ---------------- | ---------------------- | ---------------------- |
| 20 a 24 de setembro | 26 de setembro de 2024 | Instituto Veritá      | SP–00997/2024             | 810                     | ±3%            | 30,2%               | 24,8%                     | 13,3%                   | 11,1%                  | 8,2%                  | 2,7%                           | 1,6%             | 1,2%                   | 6,9%                   |

### 2.º turno

#### Cenário 1
| Data de realização  | Data de divulgação     | Instituto de pesquisa | Número de registro no TSE | Eleitores entrevistados | Margem de erro | Candidatos          | Candidatos            | Brancos e Nulos | Não sabe/Não respondeu |
| Data de realização  | Data de divulgação     | Instituto de pesquisa | Número de registro no TSE | Eleitores entrevistados | Margem de erro | Suéllen Rosim (PSD) | Doutor Raul (Podemos) | Brancos e Nulos | Não sabe/Não respondeu |
| ------------------- | ---------------------- | --------------------- | ------------------------- | ----------------------- | -------------- | ------------------- | --------------------- | --------------- | ---------------------- |
| 13 a 14 de setembro | 16 de setembro de 2024 | Real Time Big Data    | SP–04243/2024             | 800                     | ±5%            | 52%                 | 25%                   | 11%             | 12%                    |

#### Cenário 2
| Data de realização  | Data de divulgação     | Instituto de pesquisa | Número de registro no TSE | Eleitores entrevistados | Margem de erro | Candidatos          | Candidatos                | Brancos e Nulos | Não sabe/Não respondeu |
| Data de realização  | Data de divulgação     | Instituto de pesquisa | Número de registro no TSE | Eleitores entrevistados | Margem de erro | Suéllen Rosim (PSD) | Antônio Izzo Filho (AGIR) | Brancos e Nulos | Não sabe/Não respondeu |
| ------------------- | ---------------------- | --------------------- | ------------------------- | ----------------------- | -------------- | ------------------- | ------------------------- | --------------- | ---------------------- |
| 13 a 14 de setembro | 16 de setembro de 2024 | Real Time Big Data    | SP–04243/2024             | 800                     | ±5%            | 56%                 | 17%                       | 13%             | 14%                    |

## Debates eleitorais
| Data de realização   | Organizadores     | Mediadores        | Candidatos          | Candidatos             | Candidatos            | Candidatos              | Candidatos                     | Candidatos                | Candidatos             | Candidatos        |
| Data de realização   | Organizadores     | Mediadores        | Suéllen Rosim (PSD) | Chiara Rinaldi (UNIÃO) | Doutor Raul (Podemos) | Clodoaldo Gazzetta (PV) | Professor Marcos Chagas (PSOL) | Antônio Izzo Filho (AGIR) | Professor Xaides (PDT) | Paulo Lago (PCO)  |
| -------------------- | ----------------- | ----------------- | ------------------- | ---------------------- | --------------------- | ----------------------- | ------------------------------ | ------------------------- | ---------------------- | ----------------- |
| 14 de agosto de 2024 | Band Paulista     | Hiltonei Fernando | Presente            | Ausente                | Presente              | Presente                | Presente                       | Presente                  | Presente               | Não foi convidado |
| 2 de outubro de 2024 | Rádio 94 FM Bauru | Marcos Delfino    | Presente            | Presente               | Presente              | Presente                | Presente                       | Presente                  | Presente               | Presente          |
| 3 de outubro de 2024 | TV TEM Bauru      | Douglas Belan     | Presente            | Presente               | Presente              | Presente                | Presente                       | Não foi convidado         | Presente               | Não foi convidado |

## Resultados eleitorais

### Poder Executivo
Confirmando o favoritismo apontado pelas pesquisas eleitorais, Suéllen Rosim (PSD) reelegeu-se para um 2.º mandato consecutivo à frente da Prefeitura de Bauru com maioria absoluta dos votos registrados, dispensando-se assim a necessidade de realização de um 2.º turno. A prefeita reeleita conquistou 94 314 votos, o equivalente a 53,73% dos votos válidos e continuará na chefia do Poder Executivo municipal por mais 4 anos, com novo mandato iniciado em 1 de janeiro de 2025 e que será concluído em 31 de dezembro de 2028.
| Candidatos a prefeito(a)   | Candidatos a prefeito(a)       | Candidatos a vice-prefeito(a) | Votação | Votação     |
| Candidatos a prefeito(a)   | Candidatos a prefeito(a)       | Candidatos a vice-prefeito(a) | Total   | Porcentagem |
| -------------------------- | ------------------------------ | ----------------------------- | ------- | ----------- |
|                            | Suéllen Rosim (PSD)            | Orlando Dias (Progressistas)  | 94 314  | 53,73%      |
|                            | Chiara Rinaldi (UNIÃO)         | Coronel Meira (NOVO)          | 31 075  | 17,70%      |
|                            | Doutor Raul (Podemos)          | Graziela Galvão (PL)          | 27 815  | 15,85%      |
|                            | Clodoaldo Gazzetta (PV)        | Gislaine da Silva (PSB)       | 8 320   | 4,74%       |
|                            | Professor Marcos Chagas (PSOL) | Hilton Capoeira (PSOL)        | 6 058   | 3,45%       |
|                            | Antônio Izzo Filho (AGIR)      | Nilton Morais (AGIR)          | 4 414   | 2,51%       |
|                            | Professor Xaides (PDT)         | Professora Ana Daibém (PDT)   | 3 415   | 1,95%       |
|                            | Paulo Lago (PCO)               | Rosana (PCO)                  | 130     | 0,07%       |
| Total de votos válidos     | Total de votos válidos         | Total de votos válidos        | 175 541 | 175 541     |
| Votos apurados             |                                |                               |         |             |
| Votos válidos              | Votos válidos                  | Votos válidos                 | 175 541 | 89,44%      |
| Votos em branco            | Votos em branco                | Votos em branco               | 8 797   | 4,48%       |
| Votos nulos                | Votos nulos                    | Votos nulos                   | 11 935  | 6,08%       |
| Total de votos apurados    | Total de votos apurados        | Total de votos apurados       | 196 273 | 196 273     |
| Participação do eleitorado |                                |                               |         |             |
| Comparecimentos            | Comparecimentos                | Comparecimentos               | 196 273 | 69,55%      |
| Abstenções                 | Abstenções                     | Abstenções                    | 85 913  | 30,45%      |
| Total de eleitores aptos   | Total de eleitores aptos       | Total de eleitores aptos      | 282 186 | 282 186     |
| Fonte: g1                  |                                |                               |         |             |

### Poder Legislativo
No sistema proporcional, pelo qual são eleitos os vereadores, o voto dado a um candidato é primeiro considerado para o partido ao qual ele é filiado. O total de votos de um partido é que define quantas cadeiras ele terá. Definidas as cadeiras, os candidatos mais votados do partido são chamados a ocupá-las. Abaixo encontram-se os candidatos a vereador eleitos, reeleitos e os que ficaram como suplentes para a 19.ª legislatura, iniciada em 1 de janeiro de 2025 e que se encerrará em 31 de dezembro de 2028:
| N.º   | Candidato(a)        | Partido político | Votos obtidos | Porcentagem | Situação      |
| ----- | ------------------- | ---------------- | ------------- | ----------- | ------------- |
| 13123 | Estela Almagro      | PT               | 7 586         | 4,48%       | Reeleito(a)   |
| 55123 | Júnior Rodrigues    | PSD              | 6 433         | 3,80%       | Reeleito(a)   |
| 30000 | Eduardo Borgo       | NOVO             | 4 398         | 2,60%       | Reeleito(a)   |
| 20123 | Lokadora            | Podemos          | 3 937         | 2,33%       | Reeleito(a)   |
| 10123 | Edson Miguel        | Republicanos     | 3 571         | 2,11%       | Reeleito(a)   |
| 11123 | André Maldonado     | Progressistas    | 3 387         | 2,00%       | Eleito(a)     |
| 44123 | Segalla             | UNIÃO            | 2 992         | 1,77%       | Reeleito(a)   |
| 10000 | Beto Móveis         | Republicanos     | 2 785         | 1,65%       | Reeleito(a)   |
| 22190 | Cabo Helinho        | PL               | 2 770         | 1,64%       | Eleito(a)     |
| 55678 | Marcelo Afonso      | PSD              | 2 770         | 1,64%       | Reeleito(a)   |
| 15000 | Mané Losila         | MDB              | 2 677         | 1,58%       | Reeleito(a)   |
| 11111 | Júlio César         | Progressistas    | 2 637         | 1,56%       | Eleito(a)     |
| 15555 | Markinho Souza      | MDB              | 2 464         | 1,46%       | Reeleito(a)   |
| 25000 | Fábio Manfrinato    | PRD              | 2 284         | 1,35%       | Não eleito(a) |
| 55055 | Miltinho Sardin     | PSD              | 2 120         | 1,25%       | Eleito(a)     |
| 15100 | Sandro Bussola      | MDB              | 2 090         | 1,23%       | Eleito(a)     |
| 20777 | Pastor Bira         | Podemos          | 1 936         | 1,14%       | Reeleito(a)   |
| 55000 | Dário Dudário       | PSD              | 1 790         | 1,06%       | Eleito(a)     |
| 77123 | Fabiano Mariano     | Solidariedade    | 1 787         | 1,06%       | Não eleito(a) |
| 20999 | Emerson Construtor  | Podemos          | 1 749         | 1,03%       | Eleito(a)     |
| 22000 | Márcio Teixeira     | PL               | 1 706         | 1,01%       | Eleito(a)     |
| 70123 | Arnaldinho Ribeiro  | Avante           | 1 669         | 0,99%       | Eleito(a)     |
| 22122 | Cirineu Fedriz      | PL               | 1 576         | 0,93%       | Suplente      |
| 22112 | Soraya Gasparini    | PL               | 1 571         | 0,93%       | Suplente      |
| 22100 | Lima Júnior         | PL               | 1 486         | 0,88%       | Suplente      |
| 45555 | Thaís Viotto        | PSDB             | 1 462         | 0,86%       | Suplente      |
| 44444 | Neto Ranieri        | UNIÃO            | 1 461         | 0,86%       | Suplente      |
| 13456 | Jorge Moura         | PT               | 1 456         | 0,86%       | Suplente      |
| 22222 | Márcio Limão        | PL               | 1 365         | 0,81%       | Suplente      |
| 12200 | Natalino da Pousada | PDT              | 1 364         | 0,81%       | Eleito(a)     |